# Partitiviridae
Partitiviridae és una família de virus de les plantes i els fongs que és del tipus d'ARN bicatenari. Rep el nom del llatí partitius, que significa «dividit», ja que tenen genomes segmentats.

## Gèneres
- Partitivirus exemple Atkinsonella hypoxylon virus (AhV)
- Alphacryptovirus exemple White Clover Cryptic Virus 1 (WCCV-1)
- Betacryptovirus exemple White Clover Cryptic Virus 2 (WCCV-2)

Partitiviruses principalment infecta fongs i en canvi Alphacryptoviruses i Betacryptoviruses infecten plantes. Són bastant específics pel que fa als seus hostes i en les plantes es transmeten generalment per les llavors. Fins recentment es considerava que la família Chrysoviridae també formava part del partitivirus